# Cinc solas

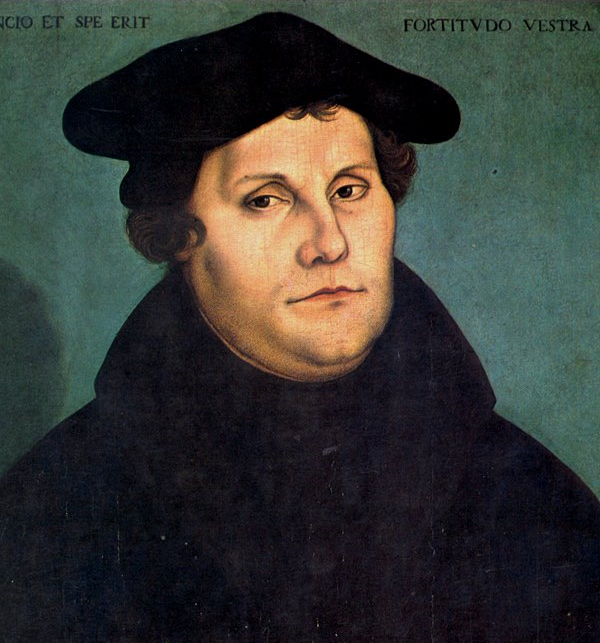
Martí Luter, principal impulsor de la reforma protestant.

Les cinc solas és la denominació conjunta per a cinc frases en llatí que van sorgir durant la Reforma protestant i que resumeixen les creences teològiques bàsiques dels reformadors o protestants, en contraposició amb la doctrina catòlica.
La paraula llatina sola significa “només” o “solament”. Les cinc soles expressen cinc creences fonamentals, que els reformadors entenien com a pilars essencials per a la vida i pràctica cristianes. Totes i cadascuna de les soles rebutjaven o s'oposaven explícitament a pràctiques i doctrines esteses al començament del segle XVI en la cristiandat llatina i que els reformadors criticaven, atribuint-les a la usurpació de competències, atributs o qualitats per la jerarquia eclesiàstica de l'Església catòlica, i especialment pel seu cap, el Papa; i que en realitat corresponien, o bé únicament a Déu, o bé a tots els cristians, el sacerdoci universal
No es van articular sistemàticament juntes fins al segle xx; tanmateix, Sola gratia i Sola fide van ser utilitzades conjuntament pels mateixos reformadors. Per exemple, el 1554 Melanchthon va escriure: "sola gratia justificamus et sola fide justificamur" ("només per gràcia justifiquem i només per fe estem justificats").
El 1916, l'erudit luterà Theodore Engelder va publicar un article titulat "The three principles of the Reformation: sola scriptura, sola gratia, sola fides" ("Els tres principis de la reforma: Sola Scriptura, Sola Gratia, Sola Fides". El 1934, el teòleg Emil Brunner va substituir Sola Deo gloriam per Sola Scriptura. El 1958, l'historiador Geoffrey Elton, resumint l'obra de Joan Calví, va escriure que Calví havia "unit" les "grans paraules clau". Elton va enumerar Sola fide amb Sola gratia com un sol terme, seguit de Sola scriptura i Soli Deo gloria. Més tard, en comentar el sistema teològic de Karl Barth, Brunner va afegir Christus solus a les Solas deixant de banda Sola scriptura. La primera vegada que es mencionen les dues soles addicionals és a The Church and the World de Johann Baptiste Metz de 1965.

## Solus Christus o Solo Christo
"Solament Crist" La salvació només prové de Jesucrist segons el llibre dels Fets dels Apòstols. Aquesta doctrina s'oposava a la doctrina catòlica que establia que la salvació era possible per mitjà de la intercessió del sants ja morts, de la verge, o fins i tot, per la venda d'indulgències.

## Sola scriptura
"Solament l'Escriptura". La Bíblia (canònica) és l'única Paraula de Déu i ha de ser accessible i interpretada individualment per tots els creients, és a dir, que és capaç de ser entesa amb claredat, i es pot autointerpretar per mitjà d'ella mateixa. Aquesta doctrina s'oposava a la doctrina catòlica, que establia que l'Escriptura només podia ser interpretada per la tradició apostòlica del Magisterium (és a dir, el Papa i els concilis eclesiàstics) i que les tradicions catòliques històriques tenen la mateixa autoritat de la Bíblia. També s'oposava a la creença que la Bíblia només es podia llegir en llatí (i pels sacerdots) i no pas en les llengües del poble.

## Sola fide
"Solament la fe". La justificació davant de Déu prové per mitjà de la fe en el sacrifici de Jesucrist en la creu; les bones obres són l'acompanyament, conseqüència de la salvació de Déu. Afegir bones obres per obtenir la justificació vol dir que el sacrifici de Jesús havia estat incomplet. Aquesta doctrina s'oposava a la doctrina catòlica que establia la justificació per mitjà de les obres meritòries, la penitència, les indulgències, les misses per als morts, el purgatori o qualsevol altre fonament que s'hi afegís a l'obra redemptora de la creu.

## Sola gratia
"Solament la gràcia". La salvació prové de la gràcia de Déu, i no pels mèrits del pecador; la salvació és un regal, un do de Déu. La doctrina de la gràcia estableix que ningú no pot complir tots els manaments de la llei, i per això, ningú no pot salvar-se a si mateix. La salvació s'ofereix al pecador per mitjà del perdó i de la gràcia rebuts després del penediment que produeix un nou naixement.

## Soli Deo Gloria
"A Déu sol la glòria" La glòria pertany només a Déu, ja que ell ha fet tota l'obra, no només per mitjà del sacrifici de Jesús en la creu, sinó per permetre que per mitjà de la fe l'home pugui ser salvat. Els protestants creuen que cap home, ni cap de les seves institucions, és digne de la glòria, que pertany únicament a Déu.